# Яневиці
Яневиці (пол. Janiewice) — село в Польщі, у гміні Славно Славенського повіту Західнопоморського воєводства.
Населення — 521 особа (2011).
У 1975-1998 роках село належало до Слупського воєводства.

## Демографія
Демографічна структура станом на 31 березня 2011 року:
|          | Загалом | Допрацездатний вік | Працездатний вік | Постпрацездатний вік |
| -------- | ------- | ------------------ | ---------------- | -------------------- |
| Чоловіки | 271     | 63                 | 191              | 17                   |
| Жінки    | 250     | 68                 | 146              | 36                   |
| Разом    | 521     | 131                | 337              | 53                   |